# Partit dels Treballadors del Kurdistan

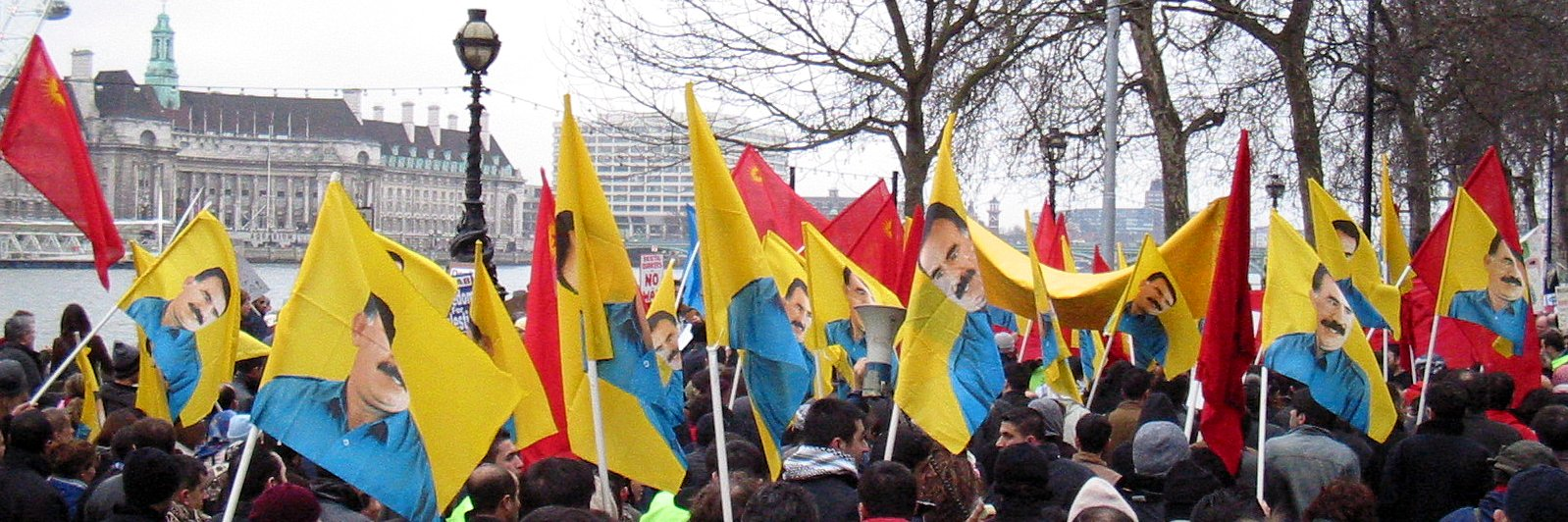
Manifestació a Londres el 2003 en favor del PKK

EL Partit dels Treballadors del Kurdistan (kurd: Partîya Karkerên Kurdistan, PKK), també conegut com a KADEK i Kongra-Gel, és una organització política militant kurda i un moviment guerriller armat, que històricament ha operat en tot el Gran Kurdistan, però que actualment té la seva base principal a les regions muntanyenques de majoria kurda del sud-est de Turquia i el nord de l'Iraq. Des de 1984, el PKK ha participat en el conflicte turco-kurd (amb alto el foc en 1999-2004 i 2013-2015), utilitzant la guerra asimètrica per a buscar l'autonomia i també demana la igualtat de drets per als kurds dins de Turquia, si bé inicialment el seu objectiu era la independència del Kurdistan.
El PKK va ser fundat al novembre de 1978 al poble de Fis (prop de Lice), per un grup d'estudiants kurds dirigits per Abdullah Öcalan, que va ser elegit secretari general. Va anunciar la seva existència a l'any següent. La ideologia del PKK era originalment una fusió del socialisme revolucionari i el marxisme-leninisme amb el nacionalisme kurd, buscant la fundació d'un Kurdistan comunista independent. Les raons inicials adduïdes pel PKK per a això eren l'opressió dels kurds a Turquia i sota el capitalisme. En aquesta època, l'estat turc va prohibir l'ús de la llengua, la vestimenta, el folklore i els noms kurds, incloses les paraules «kurds» i «Kurdistan». Després del cop d'estat del 1980 per part de l'exèrcit turc, la llengua kurda va quedar oficialment prohibida en la vida pública i privada. Molts dels que parlaven, publicaven o cantaven en kurd van ser detinguts i empresonats. El PKK es va crear com a part del creixent descontent per la repressió dels kurds de Turquia, en un esforç per establir drets lingüístics, culturals i polítics per a la minoria kurda.
El PKK ha estat involucrat en enfrontaments armats amb les forces de seguretat turques des de la seva fundació, però la insurrecció a gran escala no va començar fins al 15 d'agost de 1984, quan el PKK va anunciar un aixecament kurd. Des que va començar el conflicte, han mort més de 40.000 persones, la majoria d'elles civils kurds. En 1999, el líder del PKK, Öcalan, va ser capturat i empresonat. Al maig de 2007, membres en actiu i antics del PKK van crear la Unió de Comunitats del Kurdistan (KCK), una organització que agrupa les organitzacions kurdes del Kurdistan turc, iraquià, iranià i sirià. En 2013, el PKK va declarar un alto el foc i va començar a retirar lentament als seus combatents al Kurdistan iraquià com a part d'un procés de pau amb l'Estat turc. L'alto el foc es va trencar al juliol de 2015. El març de 2016, el PKK es va unir al Moviment Unit Revolucionari dels Pobles, una aliança amb l'objectiu d'enderrocar al govern turc de Recep Tayyip Erdoğan.
Tant el PKK com l'estat turc han estat acusats de participar en tàctiques de terror i d'atemptar contra la població civil. El PKK ha bombardejat històricament els centres de les ciutats, mentre que Turquia ha cremat milers de pobles kurds i ha massacrat a kurds en un intent d'erradicar als militants del PKK. És considerat com una organització terrorista per Turquia, la UE, els Estats Units, el Japó i Austràlia. Tanmateix, la qualificació del PKK com a organització terrorista és controvertida, ja que una sèrie d'organitzacions, persones i ONG sostenen que el PKK no realitza activitats terroristes organitzades ni ataca sistemàticament als civils. En 2008 i en 2018, el Tribunal de Justícia de la Unió Europea va dictaminar que el PKK estava classificat com a organització terrorista amb falta de garanties processals. No obstant això, la UE continua classificant al PKK com a organització terrorista. En 2019, els tribunals belgues van determinar que el PKK no era una organització terrorista, i en el seu lloc van qualificar al PKK com un «actor de conflicte armat intern». Rep finançament dels kurds a Europa a través d'organitzacions com Civaka Îslamiya Kurdistanê.

## Organització
El 1984 es va alçar en armes contra el govern turc i amb aquesta finalitat va crear l'Arteşa Rizgariya Gelî Kurdistan (Exèrcit Popular d'Alliberament del Kurdistan, ARGK), guerrilla amb un comandament centralitzat; es divideix en cinc seccions (Merdin, Sirt, Batman, Muradiye i Garzon), cadascuna amb uns efectius que varien entre els 600 i els 2.000 homes dividits en 20 unitats, i que comptaven amb camps d'entrenament a Diyarbekir, Bhotan, Rihe i Hekari. No "alliberen" cap territori en concret per tal d'evitar repressions indiscriminades contra civils i genocidis, sinó que s'amaguen a les muntanyes i recapten "impostos" a les zones que controlen. El 1996 fou reanomenat Hozên Rizgariya Kurdistan (Exèrcit Popular d'Alliberament del Kurdistan, HRK), milícia pròpia del PKK dividida en quatre zones: Dersim, llac Van, frontera amb Iraq i frontera amb Iran.
El 21 de març del 1985 crearen l'Eniya Rizgawa Netewa Kurdistan (Front d'Alliberament Nacional del Kurdistan, ERNK), xarxa de suport popular a la guerrilla que pretenia englobar tots els partidaris de la independència, però que a la llarga ha estat un fracàs. Inclou sindicats, organitzacions d'estudiants, de dones i de totes les religions kurdes. Convoca manifestacions, organitza el newruz i vol assumir la representació política dels kurds de Turquia a la major part dels països europeus.
Té una secció femenina anomenada Moviment de Dones Unides del Kurdistan (Tevgera Azâdia Jinen Kurdistan, TAJK), però que formalment es diu Unió de Dones Patriotes del Kurdistan (Yekitîa Jinen Welatpazeren Kurdistan, YJWK), així com el sindicat estudiantil Unió d'Estudiants del Kurdistan (Yekitîya Xwendekarên Kurdistan, YXK).
A l'interior de Turquia, el PKK es divideix en Parti Eyalet Orgutu (Organització Provincial del Partit) i en Parti Yerel Komiteleri (Comitè Regional del Partit). Pel que fa als kurds exiliats de Turquia, el PKK és qui té el major suport organitzatiu. Hi edita els seus diaris, Serxwebun (Independència), Rewsen, Welat i Ozgur Politika. A Alemanya, on són més nombrosos, compta potser amb uns 8.300 militants actius, té la seu de l'ACM (Comitè Central a Europa) i es divideix en set eyalets: Baden, Baviera, Berlín, Nord, Nord-oest, Sud-oest i Mig; i ha organitzat diverses associacions de caràcter cultural i polític que li serveixen de pantalla.

## Història
Fou fundat el 27 de novembre del 1978 a Fis, districte de Lice (Província de Diyarbakir), per Abdullah Öcalan Apo (1951), originari de Şanlıurfa, la seva esposa Kesire Yildirim, Hakki Karer, Kelman Pir, Cemil Bavik, Ali Haydar Kaytan, Mazlum Doğan, Sahin Domnez, Mehmet Karasunger, Mehmet Hayri Durmus i 10 més, tots estudiants de ciències polítiques a la universitat d'Ankara. El nou grup s'inscriví dins una òrbita marxista-leninista d'alliberament nacional, partidari de la independència total i que decideix col·laborar amb els armenis d'ASALA contra el govern turc, facilitat pel fet que les reivindicacions kurdes no tiren endavant per culpa del marc institucional, troben poca comprensió en l'esquerra turca i els DDKO han tingut un escàs marge de maniobra; per aquest motiu aviat elipsaran els altres grups d'esquerra kurda, com el KUK, Rizgari, Kawa i Ozgurluk Yolu. El 1979 van traslladar la seva base a Damasc i la vall de la Bekaa, on li cedeixen un antic camp palestí controlat pel drus Walid Jumblatt. El 1980 començaren a reclutar partidaris entre els exiliats europeus.

Bandera del KADEK que va substituir al PKK l'abril del 2002

Després del cop d'estat del 12 de setembre de 1980, l'abril del 1981 foren jutjats 570 dirigents del PKK i torturats en públic (extorsions i falaka) a Dicle i Hani, vora Diyarbakir. Els seus combatents van fugir a Síria on el 15 de juliol del 1981 se celebrà el I Congrés del PKK, que advoca per fer propaganda de al lluita armada. Entre 1980 i 1982, Öcalan va consolidar el PKK, tant en l'aspecte militar com en l'ideològic.
El II Congrés del PKK, celebrat a Damasc, acorda preparar una insurgència armada a Turquia i instal·lar llurs bases a partir del 1983 a la frontera entre Turquia i Iraq, en territori controlat pel Partit Democràtic del Kurdistan (PDK). El març i setembre del 1982 moriren assassinats a la seva cel·la de Diyarbakir els membres del comitè central del PKK Mehmet Hayri Durmus, Mazlum Doğan (1955-1982) i Kemal Pîr (d'origen laz). Mahsum Korkmaz Agit, que va refugiar-se al Líban l'any 1980, on va començar l'entrenament militar i va escapar del cop d'estat dels militars turcs. Fou dels primers a infiltrar-se un altre cop a Turquia i hi va crear un operatiu guerriller, les Forces d'Alliberament del Kurdistan (Hêzên Rizgariya Kurdistan, HRK) a la zona del Botan. Aquest grup, dirigit per Duran Kalkan, es consolidaria com el braç armat del partit polític entre el 1982 i el 1982, però en no complir els objectius que perseguia, es va dissoldre i va ser reemplaçat pel Front d'Alliberament Nacional del Kurdistan i l'Exèrcit Popular d'Alliberament del Kurdistan. El 15 d'agost de 1984 a Eruh, vora Sirnak, i Sedamli, el PKK atacà dues posicions de l'exèrcit turc agafant de sorpresa els serveis secrets turcs, i iniciant així la lluita armada contra el govern turc. Els seus objectius eren l'estat i els seus agents, els feixistes i l'esquerra turca per a no reconèixer-los, així com la classe dominant kurda, que els veu com a antislàmics perquè les dones no usen el vel. La lluita armada es va intensificar des del 1985 i Agitfou abatut per l'exèrcit turc a les muntanyes Gabar, Botan el 28 de març de 1986.
L'octubre de 1986, en el tercer congrés del PKK es va formar un front militar anomenat Exèrcit Popular d'Alliberament del Kurdistan (Arteshen Rizgariya Gelli Kurdistan o ARGK). Com que no tenia un suport regional important, va tenir una vida languida. El cap del PKK es va adonar que calia ampliar la base i el 1985 va formar una nova organització més àmplia amb inclusió de no marxistes i de religiosos, anomenada Front d'Alliberament Nacional del Kurdistan (Eniya Rizagariya Netewa Kurdistan o ERNK) del que l'ARGK seria la branca armada. Comptà amb un comandament centralitzat, dirigit per Ocalan, i amb seccions específiques a Mardin, Siirt, Batman, Muradiye i Garzon. Cadascuna ambà un comandament amb 600 o 2.000 homes dividits en 20 unitats. Les tropes són destacades en la mitja lluna Mardin-Sedimli-Eruh. Tenen campaments d'entrenament a Diyarbakir, Boghtan, Lice i Hekari, de 600 a 700 soldats. Deciren no ocupar llogarrets específics per no provocar represàlies indiscriminades de l'exèrcit turc, però encoratjar la serhildan (similar a la intifada palestina). D'aquesta manera, s'aixoplugaran a les muntanyes i recaptaran impostos.
A partir de la dècada de 1990, amb la caiguda de la Unió Soviètica, va disminuir la seva característica socialista, i va declarar un alto el foc en 1993.
El 20 de març de 1995 Turquia va enviar 35.000 soldats a les regions controlades pels kurds del nord de l'Iraq per eliminar els 3.000 membres del PKK basats a la regió. El 4 de maig de 1995, les 35.000 tropes turques s'havien retirat del nord de l'Iraq. La majoria dels membres del PKK es van traslladar més cap a l'interior o van creuar les fronteres cap a l'Iran o Síria, i el 1996 va canviar la seva política i les tàctiques en les accions armades, i l'ARGK fou rebatejat com a Exèrcit d'Alliberament del Kurdistan (Hozên Rizgariya Kurdistan, HRK). Després del 2002 la branca militar fou la Hezen Parastina Gel (Forces de Defensa del Poble). Alguns atemptats suïcides van provocar la inclusió del partit en les llistes d'organitzacions terroristes.

### Captura d'Öcalan a Kenya
El 25 d'agost de 1999, després d'oferir en diverses ocasions anteriors a Turquia un alto el foc o demanar per a una renúncia a la violència, el PKK va anunciar la seva retirada de Turquia, i que havia demanat repetidament al Partit Democràtic del Kurdistan un alto el foc que va rebutjar. Després del segrest d'Abdullah Öcalan a Kenya per les autoritats turques i el seu empresonament de per vida en 1999, Murat Karayılan es va convertir en el líder de l'organització.
L'abril del 2002 va esdevenir el Congrés de la Democràcia i la Llibertat dels Kurds (KADEK) i també el 2002 la branca armada va agafar el nom de Hezen Parastina Gel (Forces de Defensa del Poble). El nom KADEK que va durar menys de dos anys i a finals del 2003 va començar a ser conegut com a Congrés Popular del Kurdistan (Kongra Gele Kurdistan, abreujat Kongragel o Kongra-Gel). El juny del 2004 va reprendre la lluita. El partit es va integrar l'1 de juny de 2005 a un front més ampli anomenat Koma Komalên Kurdistan. Va declarar un nou alto el foc el 2 d'octubre del 2006. Es va trencar altre cop el 2008 però el partit va anunciar un nou alto el foc unilateral l'abril del 2009. Les iniciatives per la pau van ser respostes amb l'empresonament dels membres del Grup de la Pau, i el 2010 l'alto el foc es va trencar de nou.

### Sospites de tràfic de drogues
El 14 d'octubre de 2009, l'Office of Foreign Assets Control (OFAC) del Departament del Tresor dels Estats Units posà en el seu punt de mira els principals dirigents del PKK, i qualificà com a destacats narcotraficants estrangers, Murat Karayilan, el cap del PKK i els membres d'alt rang Ali Rıza Altun i Zübeyir Aydar. De conformitat amb la Kingpin Act, la designació congela els béns que aquestes tres persones puguin tenir sota jurisdicció dels EUA i prohibeix els nord-americans de realitzar-hi transaccions financeres o comercials.

### Procés de pau
El 2009 el govern de Recep Tayyip Erdoğan va anunciar l'Obertura Democràtica per donar solució política al conflicte, que va acabar bruscament l'any 2011 per crisis polítiques i falta de compromís. El procés va recuperar-se a finals de 2012 quan el Govern va anunciar el procés Imrali (en referència a l'illa presó d'Ocalan), un nou procés de pau més públic, més seriós i més formal, basat en converses amb el PKK i la implementació de reformes per garantir la democratització i el reconeixement dels drets culturals i polítics kurds. El 21 de març de 2013 en l'any nou kurd, Abdullah Öcalan des de la presó va anunciar un alto-el foc del PKK.

### Trencament del procés de pau
Després de la derrota del Partit de la Justícia i el Desenvolupament (AKP) i l'ascens de l'oposició socialdemòcrata pro-kurda del Partit Democràtic del Poble (HDP) a les eleccions de 2015 i un atac kurd a Ceylanpınar, Erdoğan va decidir que el procés de pau amb el PKK havia acabat i va donar suport a la revocació de la immunitat parlamentària dels parlamentaris de l'HDP. L'enfrontament violent es va reprendre principalment al sud-est de Turquia, i va provocar un gran nombre de morts i diverses operacions externes per part de l'exèrcit turc. Els representants i electes de l'HDP han estat sistemàticament arrestats, destituïts i substituïts als càrrecs.

### Alto el foc i dissolució en 2025
L'octubre de 2024 Devlet Bahçeli, líder del Partit del Moviment Nacionalista, admetent que la lluita armada va tenir lloc quan les alternatives democràtiques es van tancar, va suggerir oferir a Abdullah Öcalan la llibertat condicional si renunciava a la violència i dissolia el PKK, i el PKK va declarar l'1 de març de 2025 un alto el foc amb Turquia, després de la crida del seu líder empresonat, Abdullah Öcalan, per desarmar-se i dissoldre's. el 12 de maig la organització va anunciar la seva dissolució en el marc del seu 12è congrès, començant el desarmament amb la destrucció d'una petita partida d'armes al Kurdistan iraquià el juliol de 2025.